# Apogonia cribricollis
Apogonia cribricollis är en skalbaggsart som beskrevs av Hermann Burmeister 1855. Apogonia cribricollis ingår i släktet Apogonia och familjen Melolonthidae. Inga underarter finns listade i Catalogue of Life.